# Possible (association)
Possible (qui a changé son nom de 10:10 Climate Action en octobre 2019) est une organisation caritative qui permet aux gens de prendre des mesures concrètes sur le changement climatique, et combine ces actions locales pour inspirer une approche plus ambitieuse de la question à tous les niveaux de la société. 

## Histoire
Fondée en 2009, l'organisation a commencé par faire campagne pour une réduction de 10% des émissions de carbone en 2010, et a depuis élargi son approche pour inclure une gamme de projets axés sur la réduction du carbone et les énergies renouvelables. 10:10 a été établi par l'équipe qui a produit le docudrama sur le changement climatique The Age of Stupid, et s'est à l'origine concentré sur l'aide aux personnes et aux organisations à réduire leurs émissions de carbone de 10% en 2010. En unissant les gens autour d'un simple objectif à court terme, Possible visait à démontrer engagement public à agir sur le changement climatique et faire pression pour un traité mondial fort lors de la Conférence des Nations unies sur les changements climatiques de 2009 à Copenhague. Un événement de lancement public a eu lieu à la Tate Modern de Londres en septembre 2009, où les membres du public pouvaient s'engager personnellement à atteindre l'objectif de 10%. Au cours des 72 premières heures, 10000 personnes, entreprises et organisations se sont inscrites, dont le ZSL London Zoo, le Royal Opera House et le Tottenham Hotspur Football Club,.

## Projets antérieurs

### Back Balcombe
Le 27 mars 2014, l'organisme de bienfaisance a lancé Back Balcombe, un projet mis en place pour soutenir la coopérative d'énergie renouvelable REPOWERBalcombe, et utiliser sa notoriété pour promouvoir les énergies renouvelables à l'échelle communautaire à l'échelle nationale. À l'été 2013, Balcombe est devenu le point focal d'un débat national sur le rôle du gaz et du pétrole de schiste dans le mix énergétique britannique, après que le début des forages d'exploration pétrolière à proximité ait déclenché une importante protestation et divisé l'opinion locale,,.

### 10% en 2010
La campagne originale de Possible a encouragé et soutenu les individus et les organisations à réduire leurs émissions de carbone de 10% en 2010, et a donné son nom au groupe. Il y avait une forte couverture médiatique autour de la date de lancement. 

### Participants notables
La campagne a attiré le soutien d'une pléthore de personnalités et d'organisations publiques, décrites par le Guardian comme provenant d'un «échantillon» de la société britannique,. À la fin de 2010, environ 110 000 personnes, 4 000 entreprises, 1 700 écoles et 1 600 organisations se sont inscrites. Des dizaines de personnalités de premier plan se sont inscrites au programme. Ils comprenaient le chef Hugh Fearnley-Whittingstall, la créatrice de mode Vivienne Westwood, le présentateur de télévision et de radio Kevin McCloud et l'acteur Peter Capaldi,.

### Plus léger plus tard
Le dimanche 28 mars 2010, Possible a lancé une campagne pour faire avancer les horloges en Grande-Bretagne d'une heure, donnant à la Grande-Bretagne une heure supplémentaire de soleil le soir. Possible a promu une justification de la réduction des émissions de carbone pour le changement, faisant valoir qu'une demande réduite d'éclairage électrique réduirait les émissions de carbone du Royaume-Uni de 447 000 tonnes par an. Il a également fait campagne sur les gains potentiels pour la santé, le tourisme et la sécurité routière.

### No Pressure
Le 1er octobre 2010, Possible a sorti le court métrage satirique No Pressure dans lequel enfants et adultes sont graphiquement explosés parce qu'ils ne sont pas suffisamment enthousiastes pour le projet, après avoir été invités à participer à l'école et au travail. Bien que prévu à l'origine pour être diffusé dans des publicités au cinéma et à la télévision, Possible a retiré le film de son site Web et de YouTube plus tard le jour de sa sortie, à la suite d'une publicité négative. La réalisatrice potentielle Eugenie Harvey a par la suite présenté ses excuses au public et à tous les sponsors et organismes de bienfaisance qui avaient soutenu la production du film,.